# Heinz Ulbrich
Heinz Ulbrich (* 26. November 1916 in Alt Harzdorf bei Reichenberg, heute Liberec; † 21. Juni 1995 in München) war ein deutscher Kaufmann und Gewerkschafter. Von 1971 bis 1977 vertrat er die Gewerkschaften im Bayerischen Senat.

## Leben
Ulbrich besuchte die Volks- und Bürgerschule und machte anschließend die Lehre zum Kaufmann mit dem Abschluss der Gehilfenprüfung. Von 1933 bis 1938 war er bei der Textilarbeitergewerkschaft angestellt. Im Zweiten Weltkrieg war er als Soldat aktiv und wurde mehrfach verwundet. 1946 wurde er aus der Tschechoslowakei nach Deutschland ausgesiedelt. Dort war er zunächst als Hilfsarbeiter, von 1950 an beim Landesbezirk des DGB in München sowie bis 1956 als Richter am Landesarbeitsgericht und am Landessozialgericht tätig. Von 1954 bis 1978 war er Landesvorsitzender der Gewerkschaft Nahrung-Genuss-Gaststätten und gehörte dem Hauptvorstand an. Von 1969 bis 1978 war er auch Mitglied des Bundesausschusses des DGB. Von 1971 bis 1977 vertrat er die Gewerkschaften im Bayerischen Senat. Später war er noch Mitglied im Landesvorstand der Arbeiterwohlfahrt und stellvertretender Vorsitzender des Aufsichtsrats der Allgäuer Alpenmilch AG. 1985 war er Gründungsmitglied des Alten- und Pflegevereins Maria-Stadler-Haus in Haar bei München und deren zweiter Vorsitzender.